# إدوارد ألين
إدوارد ألين (بالإنجليزية: Edward Allen)‏ هو بحار أمريكي، ولد في 4 ديسمبر 1859 في أمستردام في هولندا، وتوفي في 16 أبريل 1917.